# Palotás
Palotás is een plaats (község) en gemeente in het Hongaarse comitaat Nógrád. Palotás telt 1729 inwoners (2001). Palotás is ook de naam van een Hongaarse dans (Paleis-dans).